# Fumarprotocetrarsäure
Fumarprotocetrarsäure ist ein farbloser, geruchloser Feststoff, der als Flechtenstoff der Gruppe der Depsidone angehört. Die Säure ist depsidontypisch ein Derivat des 11H-Dibenzo[b,e][1,4]dioxepin-11-on. Letztere Verbindung besteht aus zwei Phenolkernen, welche über eine -CO-O-Brücke und eine Etherbindung miteinander verknüpft sind.
Fumarprotocetratsäure zählt als Flechtensäure der Benzolreihe zu den Derivaten des Orcins (3,5-Dihydroxytoluol) und wird der Protocetrarsäure-Sippe innerhalb der Psoromsäure-Gruppe zugeschrieben.

## Vorkommen

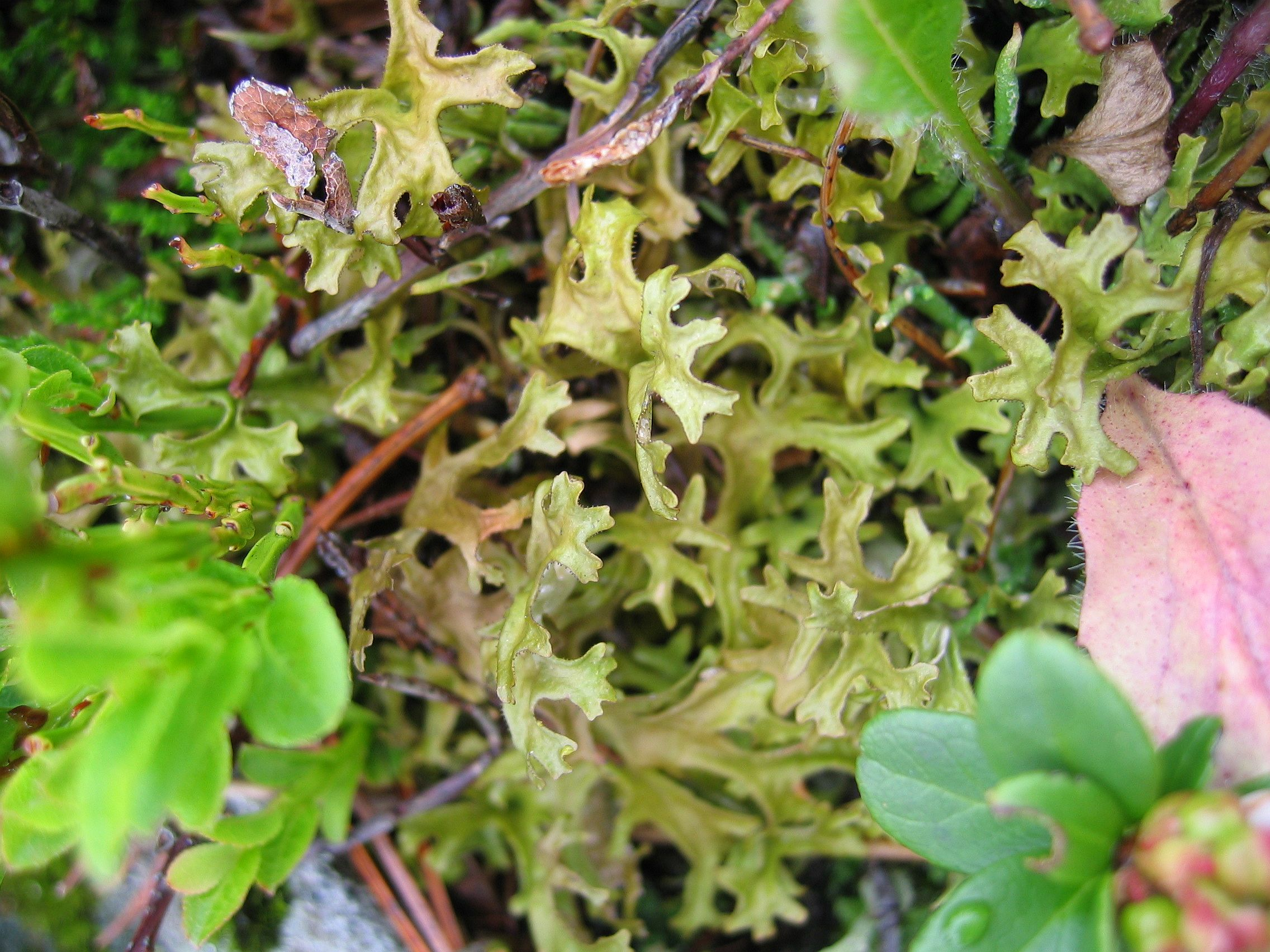
Isländisches Moos (Cetraria islandica)

Der Stoff ist vor allem wegen seines Vorkommens im Isländischen Moos (Cetraria islandica [L.]) bekannt. Hierbei ist er mit einem Massenanteil von 1 – 2 % (getrockneter Thallus) enthalten.
Darüber hinaus wurde Fumarprotocetrarsäure bisher u. a. in folgenden Flechten nachgewiesen:
- Callopisma teicholytum [Ach.][4]
- Cetraria fahluensis [L.][4][6]
- Cetraria islandica [L.][4][6]
- Cladina rangiferina [L.][4][6]
- Cladina silvatica [L.][4][6]
- Cladonia chlorophaea [Flörke][4][6]
- Cladonia fimbriata [L.] var. apolepta [Ach.] f. coniocraea [Flörke][6]
- Cladonia fimbriata [L.] var. cornuto-radiata [Coem.][4][6]
- Cladonia fimbriata [L.] var. simplex [Weis] f. major [Hag.][4][6]
- Cladonia fimbriata [L.] var. simplex [Weis] f. minor [Hag.][4][6]
- Cladonia foliacea [Huds.] var. alcicornis [Lightf.][6]
- Cladonia foliacea [Huds.] var. convoluta [Lam.][6]
- Cladonia furcata [Huds.] var. pinnata [Flörke][6]
- Cladonia furcata [Huds.] var. racemosa [Hoffm.][6]
- Cladonia gracilis [L.] var. chordalis [Flörke][4][6]
- Cladonia gracilis [L.] var. elongata [Jacq.][6]
- Cladonia pityrea [Flörke] var. cladomorpha [Flörke][4][6]
- Cladonia pityrea [Flörke] var. Zwackhii [Wainio][6]
- Cladonia pyxidata [L.] var. cereina [Arnold][6]
- Cladonia pyxidata [L.] var. neglecta [Flörke][6]
- Cladonia subcervicornis [Wainio][4][6]
- Cladonia verticillata [Hoffm.] var. cervicornis [Ach.] f. phyllophora [(Flörke) Sandstede][6]
- Cladonia verticillata [Hoffm.] var. evoluta [Wainio][6]
- Dendrographa leucophaea [Tuck.][4][6]
- Parmelia stygia [(L.) Ach.][1]

## Gewinnung und Darstellung
Fumarprotocetrarsäure kann aus dem gepulverten Thallus von Cetraria islandica [L.] isoliert werden. Hierbei wird das Pflanzenmaterial unter Lichtschutz bis zur Erschöpfung mit Aceton extrahiert. Aus dem stark eingeengten Acetonextrakt fällt die Säure beim längeren Stehen in der Kälte aus. Der Niederschlag wird abgesaugt und auf dem Filter mit kaltem Diethylether zur Chlorophyllentfernung gewaschen, bis die weiße Eigenfarbe der Säure vorherrschend ist. Durch Umkristallisation aus heißem Aceton kann anschließend reine Fumarprotocetrarsäure in Form von farblosen Nadeln erhalten werden.

## Eigenschaften

### Physikalische Eigenschaften
Die Säure schmilzt nicht und weist somit keinen exakt bestimmbaren Schmelzpunkt auf, vielmehr tritt bei höheren Temperaturen Zersetzung ein. Bei ca. 240 °C kommt es zu einer bräunlichen Verfärbung des Feststoffes. Ab ca. 250 – 260 °C tritt Schwarzfärbung ein. Bei etwa 270 °C sublimiert Fumarsäure (trans-Butendisäure) ab, welche sich in Form von relativ großen, farblosen Kristallen im oberen Bereich der Schmelzpunktbestimmungskapillare niederschlägt. Diese Zersetzungseigenschaften können mit zur Identifizierung der Säure herangezogen werden.
Fumarprotocetrarsäure ist farblos, geruchlos und schmeckt stark bitter. In heißem Wasser löst sich die Verbindung sehr schwer. Die wässrige Lösung reagiert sauer und schmeckt bitter. Chloroform, Benzol und Petrolether (Ligroin) lösen selbst in der Wärme nicht. Siedender Diethylether löst äußerst schwer, siedender absoluter Ethanol und Eisessig lösen sehr schwer. Siedendes Aceton löst schwer, aber dennoch am besten und am indifferentesten.
Das UV-VIS-Spektrum von Fumarprotocetrarsäure (2 mg Substanz in 50,0 mL Methanol gelöst) liefert zwei Absorptionsmaxima:
λmax1 = 238 – 239 nm (ε = 6092)
λmax2 = 315 – 316 nm (ε = 1150)

### Chemische Eigenschaften
Alkalien und deren Carbonate (Natronlauge, Kalilauge, Natriumcarbonat, Kaliumcarbonat, Kaliumhydrogencarbonat) lösen die Fumarprotocetrarsäure leicht und mit gelber Farbe, welche im Laufe der Zeit dunkler wird. Die Säure zerfällt dabei in Fumarsäure und Protocetrarsäure. Durch überschüssige Zugabe von Salzsäure zu dieser Lösung fallen die Protocetrarsäure und ein geringer Teil der Fumarsäure aus. Der Großteil der Fumarsäure bleibt jedoch in Lösung. Wird anschließend mit Diethylether ausgeschüttelt, so wird ein großer Teil der Fumarprotocetrarsäure zurückgebildet.
Konzentrierte Schwefelsäure löst mit roter Farbe. Auf anschließendem starkem Wasserzusatz fallen Flocken aus, die auf dem Filter rot bis rotbraun erscheinen.
Die ethanolische Lösung reagiert sauer und färbt sich mit Spuren von Eisen(III)-chlorid purpurn.
Beim Kochen der Säure mit salz- oder schwefelsäurehaltigem Ethanol färbt sich die Lösung blau unter Ausfallen eines blaugrünen Niederschlages.
Wird Fumarprotocetrarsäure mit alkalihaltigem Ethanol gekocht, so werden Cetrarsäure und Fumarsäure gebildet. Nach Versetzen der Reaktionsflüssigkeit mit Salzsäure fällt die Cetrarsäure aus, während die Fumarsäure in Lösung bleibt. Hierbei kann letztendlich reine Cetrarsäure erhalten werden, indem der Niederschlag abfiltriert und aus heißem Ethanol umkristallisiert wird.

## Pharmakologie
Dem Stoff wird in erster Linie eine antibakterielle Wirkung nachgesagt. Er induziert in vitro eine immunstimulierende Wirkung durch Auslösen von Wasserstoffperoxid-Bildung. Ferner konnte Cytotoxizität gegen zwei Krebszelllinien nachgewiesen werden.

## Nachweis
In der Dünnschichtchromatographie kann Fumarprotocetrarsäure beispielsweise durch Besprühen der Platte mit Anisaldehyd-Schwefelsäure-Reagenz nachgewiesen werden. Nach Erhitzen auf ca. 110 °C färbt sich die entsprechende Zone dabei graublau an. Als weitere Nachweismöglichkeit bietet sich das Besprühen mit einer stets frisch zubereiteten Lösung von 10 mg p-Phenylendiamin in 10 mL Ethanol an. Die Fumarprotocetrarsäure zeigt hierbei im UV365-Licht eine ockergelbe Fluoreszenz. p-Phenylendiamin stellt hierbei allgemein ein typisches Reagenz für Flechtensäuren dar.